# Roman Neustädter
Roman Petrovich Neustädter (Dnipropetrovsk, RSS de Ucrania, 18 de febrero de 1988) es un futbolista ruso de ascendencia alemana que juega como centrocampista en el K. V. C. Westerlo de la Primera División de Bélgica. Es internacional con la selección rusa desde 2016.

## Biografía
Roman Neustädter nació el 18 de febrero de 1988 en Dnipropetrovsk (RSS de Ucrania, entonces parte de la Unión Soviética). Su padre, el futbolista germano kazajo Peter Neustädter, estaba jugando en el FC Dnipro de la Primera División soviética en el momento que su hijo vino al mundo. Roman vive en Alemania desde los cuatro años y ha pasado toda su infancia en Maguncia.
Desde joven formó parte de la cantera del 1. FSV Maguncia 05, donde su padre triunfaba como defensa central, y entre 2006 y 2009 formó parte del filial. El debut en el primer equipo llegaría en 2008, ocupando la demarcación de centrocampista, y tan solo un año después fue contratado por el Borussia Mönchengladbach de la Bundesliga. De las tres temporadas que permaneció allí, su mejor campaña fue la 2011/12 luego de que el conjunto renano lograra clasificarse para la Liga de Campeones de la UEFA. Al mismo tiempo debutó en la selección sub-21 de Alemania.
En 2012 fue contratado por el F. C. Schalke 04, donde permaneció hasta mediados de 2016, cuando se marchó al Fenerbahçe S. K.
En agosto de 2019 fichó por el F. C. Dinamo Moscú por una temporada. Al término de la misma abandonó el club tras no renovar su contrato, aunque en octubre de 2020 regresó firmando hasta final de temporada. La campaña siguiente no regresó, y en febrero de 2022 firmó por el K. V. C. Westerlo belga hasta junio.

## Selección nacional
A pesar de su pasado con las categorías inferiores germanas, fue llamado a la selección rusa para disputar la Eurocopa 2016, lo cual aceptó.

## Clubes
- Actualizado al último partido disputado: 2 de mayo de 2025.

| Club                     | País     | Año       | Partidos | Goles |
| ------------------------ | -------- | --------- | -------- | ----- |
| 1. FSV Maguncia 05       | Alemania | 2008-2009 | 19       | 0     |
| Borussia Mönchengladbach | Alemania | 2009-2012 | 68       | 1     |
| F. C. Schalke 04         | Alemania | 2012-2016 | 164      | 8     |
| Fenerbahçe S. K.         | Turquía  | 2016-2019 | 108      | 7     |
| F. C. Dinamo Moscú       | Rusia    | 2019-2021 | 38       | 1     |
| K. V. C. Westerlo        | Bélgica  | 2022-     | 91       | 2     |